# True North
『True North』（トゥルー・ノース）は、KATSUMIの5枚目の会場限定CD。

## 内容
ライブ会場限定で販売されている会場限定CDの5作目。
公式ファンクラブ「Hip Bird Club」会員のみ、ファンクラブ運営の通信販売にて購入することができる。
ディスクはCD-R仕様となっている。

## 収録曲
特記以外　全作詞・作曲・編曲：KATSUMI
1. いつかどこかで 〜2012 version〜
6thオリジナル・アルバム『BRIGHT DAYS』収録楽曲を新録。
2. 新しい風 〜2012 version〜
作曲：KATSUMI・武部聡志
15thシングル収録楽曲を新録。
3. いつも どんな時も
新曲。